# سر و صدا (فیلم ۱۹۷۲)
سر و صدا (به هندی: Shor) و (به انگلیسی: Noise) فیلمی هندی محصول سال ۱۹۷۲ و به کارگردانی مانوج کومار است. در این فیلم بازیگرانی همچون مانوج کومار، جایا باچان، ناندا، کامینی کاشال، آسرانی و نانا پالشیکار ایفای نقش کرده‌اند.